# Sem-Peixe
Sem-Peixe est une municipalité brésilienne de l'État du Minas Gerais et la microrégion de Ponte Nova.